# Jardin botanique de l'Université de L'Aquila
Le Jardin botanique de l'Université de L'Aquila (italien : Orto Botanico dell'Università dell'Aquila) est un jardin botanique de 5,5 ha situé à L'Aquila, dans la province de L'Aquila (Abruzzes),.

## Historique
Le jardin botanique a été créé en 1967 et est géré par l'Université de L'Aquila, étant une zone de conservation des espèces indigènes de la zone menacée, ainsi qu'une banque de matériel génétique utilisée dans la recherche universitaire. Il est situé près de la Basilique Sainte-Marie de Collemaggio.

## Collections
Il abrite quelque 460 espèces végétales, dont beaucoup de celles originaires des Abruzzes, comme Adonis flammea subsp. cortiana, Anchusa hybrida, Campanula cavolinii , Cerastium scarani, Dianthus ciliatus et Linaria purpurea (en).
Il convient également de mentionner : Salvia sclarea, Atropa belladonna, Hesperis matronalis, Digitalis ferruginea (en), Lactuca virosa, Gentiana lutea, Ribes uva-crispa, Ribes multiflorum, Ribes idaeus, Glycine max,Crocus sativus, Lathyrus sativus, Allium sativum,...